# Роберт Шелцки
Роберт Шелцки (на немски: Robert Johann Schälzky) е шестдесет и първият Велик магистър на Тевтонския орден.